# Lincoln H-Series
Lincoln H-Series – samochód osobowy klasy luksusowej produkowany pod amerykańską marką Lincoln w latach 1946–1948. Samochód nie nosił nazwy modelu i był sprzedawany jako Lincoln, z dodatkowym określeniem rodzaju nadwozia.

## Historia i opis modelu

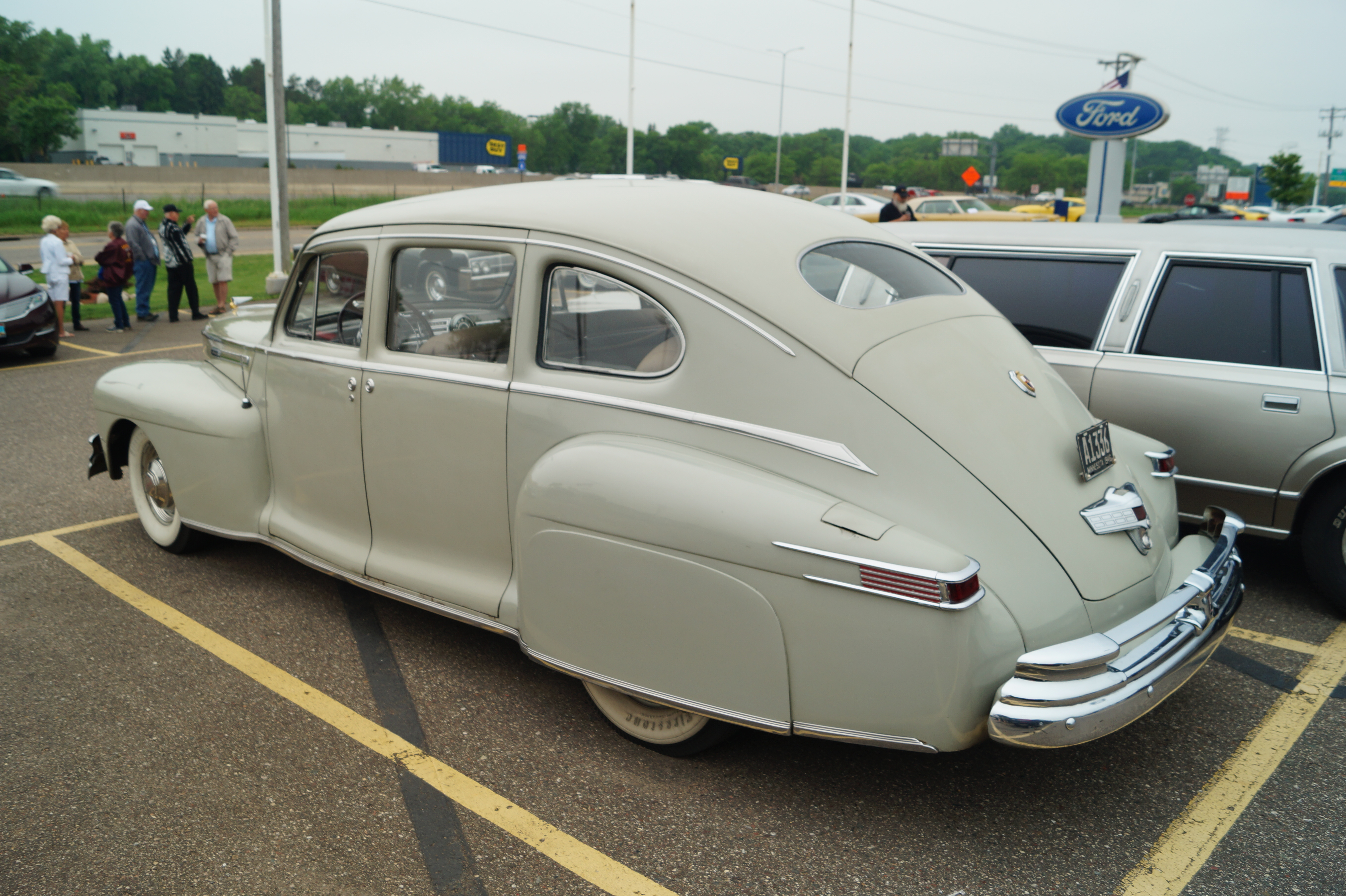
1946 Lincoln sedan - tył

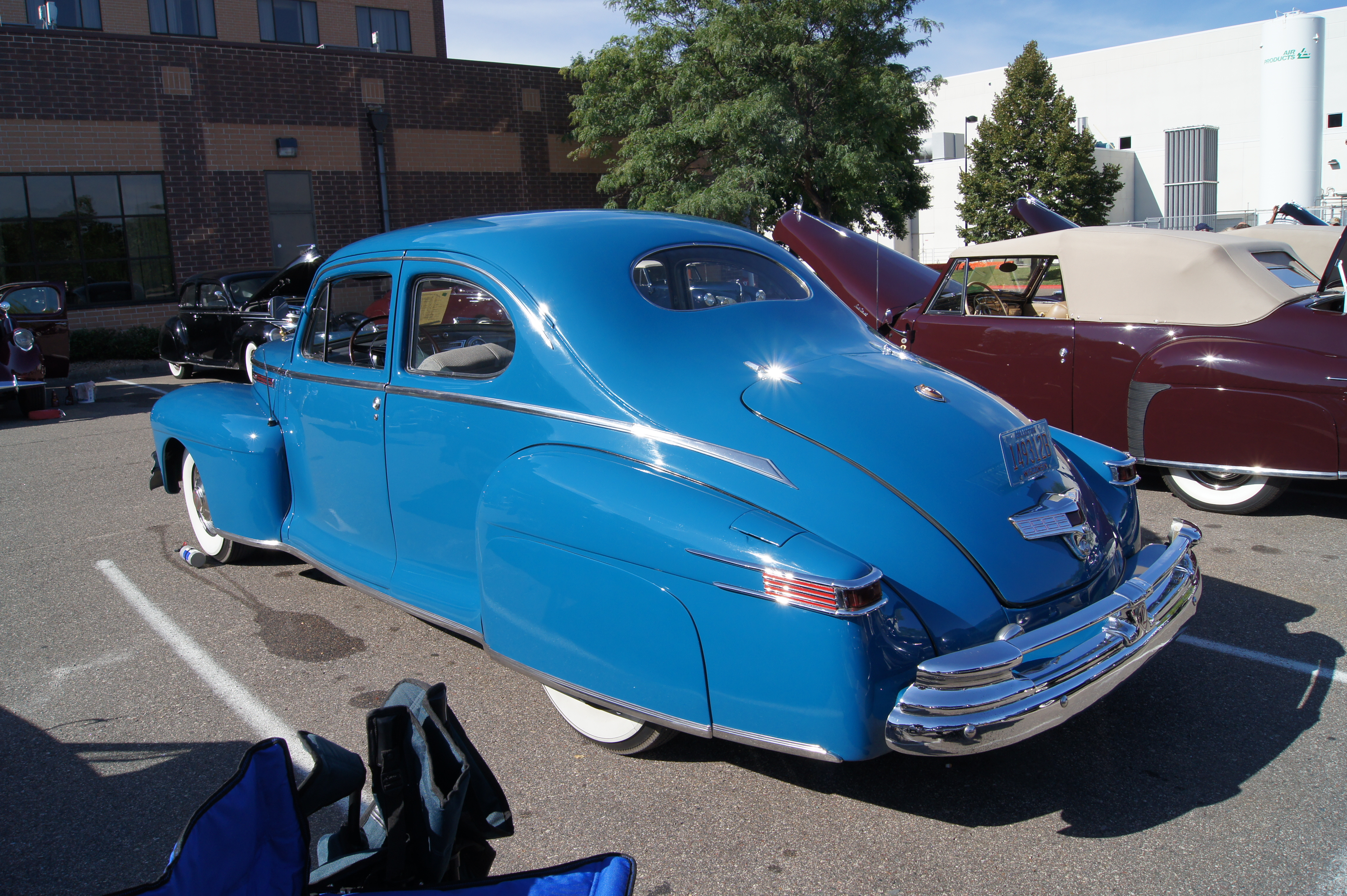
1946 Lincoln Club Coupe

Po przerwie spowodowanej II wojną światową, Lincoln podjął produkcję samochodów w styczniu 1946 roku. Podstawowy model, sprzedawany po prostu jako Lincoln, stanowił ulepszony przedwojenny model Zephyr, produkowany do 1942 roku. Nadwozie zostało jedynie poddane liftingowi, przede wszystkim w zakresie nowej atrapy chłodnicy, stanowiącej dwie chromowane kratownice, jedna nad drugą. Numery seryjne samochodów rozpoczynały się od litery H. Model H-Series zyskał charakterystyczną, obłą sylwetkę z zaokrąglonymi nadkolami i smukłymi liniami dachu. Sedan miał nadwozie z tyłem typu fastback. Charakterystycznym akcentem stylistycznym stało się zakryte tylne nadkole. Oferowano trzy odmiany nadwoziowe: czterodrzwiowy sedan, dwudrzwiowe Club Coupe i dwudrzwiowy kabriolet. Odmiany coupe i sedan miały też wersję Custom z lepszym wykończeniem wnętrza i wyposażeniem.
Napęd stanowił dolnozaworowy silnik benzynowy V12 o pojemności 305 cali sześciennych (ok. 4998 cm³) i mocy 130 KM. Napęd przenoszony był przez trzybiegową mechaniczną skrzynię, za dopłatą był dostępny nadbieg. Rozstaw osi wynosił 125 cali (317,5 cm).
W pierwszym roku ceny bazowe wynosiły od 2318 dolarów za coupe do 2883 dolarów za kabriolet, a wyprodukowano ich 16 645.
Samochody z 1947 roku modelowego, wprowadzone w styczniu tego roku, różniły się od poprzedników w niewielkim stopniu. Zauważalną zmianą było wprowadzenie klamek zewnętrznych w drzwiach zamiast przycisków do otwierania. Ceny wzrosły o niecałe 10%, a wyprodukowano 21 460.
Samochody na 1948 rok modelowy zaprezentowano w listopadzie 1947 roku, a produkowano je tylko do kwietnia, kiedy zastąpił je zupełnie nowy model Lincolna serii EL. Nie wprowadziły one zasadniczych zmian, a wyprodukowano ich 6470. Ceny były takie, jak w poprzednim roku, od 2533 dolarów za coupe do 3143 dolarów za kabriolet.

### Coupe
Lincoln H-Series oferowany był także jako dwudrzwiowe sześciomiejscowe coupe, które zyskało inaczej ukształtowane nadwozie przy takich samych wymiarach zewnętrznych. Charakterystycznym akcentem była trzecia bryła, którą ukształtował bagażnik.

### Silnik
- V12 5 l Flathead